# 保罗·巴尼特
保罗·巴尼特（英語：Paul Barnett，1980年7月8日—），澳大利亚男子游泳运动员。他曾代表澳大利亚参加2000年夏季残疾人奥林匹克运动会游泳比赛，获得一枚金牌和一枚铜牌。